# The Bird People in China
Pour plus de détails, voir Fiche technique et Distribution.
The Bird People in China (中国の鳥人, Chūgoku no chōjin) est un film japonais réalisé par Takashi Miike, sorti le 10 juin 1998.

## Synopsis
Obligé de remplacer son collègue malade au pied levé, un jeune Japonais est envoyé par son entreprise en Chine, afin de mettre au jour un filon de pierres précieuses. Le voyage ne s'annonçait pas des plus agréables et la réalité va, de loin, dépasser tout ce que Wada avait pu imaginer. En effet, dès son arrivée en Chine, il va réaliser qu'on ne lui a pas tout dit : sa société doit de l'argent à des yakuzas... et ceux-ci ont entendu parler des pierres. Ils ont donc envoyé un des leurs, Ujiie, afin d'épurer définitivement la dette : colérique, imbu de sa personne, ce dernier ne manquera jamais une occasion pour rendre le périple du jeune salary-man encore plus désagréable qu'il ne l'était à la base. Guidés par un vieil homme qui parle aussi mal japonais qu'il le comprend, les deux hommes vont aller de surprises en surprises, passant de forêts sauvages à des montagnes millénaires, au gré de tempêtes et de crues dévastatrices.

## Fiche technique
- Titre : The Bird People in China
- Titre original : Chûgoku no chôjin
- Réalisation : Takashi Miike
- Scénario : Masa Nakamura, d'après le roman de Makoto Shiina
- Production : Yasuhiko Furusato et Toshiaki Nakazawa
- Musique : Kōji Endō
- Photographie : Hideo Yamamoto
- Montage : Yasushi Shimamura
- Pays d'origine : Japon
- Langue : Japonais
- Format : Couleurs - 1,85:1 - Dolby Surround - 35 mm
- Genre : Action, drame
- Durée : 118 minutes
- Date de sortie : 10 juin 1998 (Japon)

## Distribution
- Masahiro Motoki : Wada
- Renji Ishibashi : Ujiie
- Mako : Shen
- Li Li Wang : Yan Si-chang
- Michiko Kase
- Yuichi Minato
- Tomohiko Okuda
- Manzô Shinra

## Récompenses
- Prix du public lors du Festival international du film d'Hawaii 1998.
- Prix du meilleur acteur (Masahiro Motoki) et meilleure photographie, lors du Mainichi Film Concours 1999.